# Hydrops
Hydrops — рід змій родини полозових (Colubridae). Представники цього роду мешкають в Південній Америці.

## Види
Рід Hydrops нараховує 3 види:
- Hydrops caesurus Scrocchi et al., 2005
- Hydrops martii (Wagler, 1824)
- Hydrops triangularis (Wagler, 1824)

## Етимологія
Наукова назва роду Hydrops походить від сполучення слів дав.-гр. ὑδρος — водяна змія і ωψ — вигляд.